# Torin Yater-Wallace
Torin Yater-Wallace (Aspen, 2 december 1995) is een Amerikaanse freestyleskiër, gespecialiseerd op de onderdelen halfpipe en slopestyle. Hij nam deel aan de Olympische Winterspelen 2014 in Sotsji en de Olympische Winterspelen 2018 in Pyeongchang.

## Carrière
Yater-Wallace behaalde de zilveren medaille op het onderdeel halfpipe tijdens de Winter X Games 2011. Op de wereldkampioenschappen freestyleskiën 2011 in Deer Valley eindigde hij als dertiende op het onderdeel halfpipe. Bij zijn wereldbekerdebuut, in maart 2011 in La Plagne, boekte de Amerikaan direct zijn eerste wereldbekerzege. Tijdens de Winter X Games 2012 pakte Yater-Wallace op het onderdeel halfpipe het brons, een jaar later behaalde hij op datzelfde onderdeel de zilveren medaille. In Oslo nam de Amerikaan deel aan de wereldkampioenschappen freestyleskiën 2013, op dit toernooi veroverde hij de zilveren medaille op het onderdeel halfpipe. Tijdens de Olympische Winterspelen van 2014 in Sotsji eindigde Yater-Wallace als 26e op het onderdeel halfpipe. Vier jaar later, tijdens de Olympische Winterspelen van 2018 in Pyeongchang werd hij negende op hetzelfde onderdeel. 

## Resultaten

### Olympische Winterspelen
| Jaar | Plaats | Resultaten   |
| ---- | ------ | ------------ |
| 2014 | Sotsji | 26e Halfpipe |
| 2018 | Sotsji | 9e Halfpipe  |

### Wereldkampioenschappen
| Jaar | Plaats      | Resultaten   |
| ---- | ----------- | ------------ |
| 2011 | Deer Valley | 13e Halfpipe |
| 2013 | Voss        | Halfpipe     |

### Wereldbeker
Eindklasseringen
| Seizoen   | Algm | HP     | SS |
| --------- | ---- | ------ | -- |
| 2010/2011 | 33e  | 7e     | –  |
| 2011/2012 | 14e  | Zilver | 8e |
| 2012/2013 | 7e   | Zilver | –  |
| 2014/2015 | 40e  | 7e     | –  |
| 2016/2017 | 19e  | 4e     | –  |
| 2017/2018 | 67e  | 11e    | –  |

Wereldbekerzeges
| Datum            | Plaats           | Onderdeel |
| ---------------- | ---------------- | --------- |
| 20 maart 2011    | La Plagne        | Halfpipe  |
| 22 augustus 2012 | Cardrona         | Halfpipe  |
| 16 februari 2013 | Sotsji           | Halfpipe  |
| 3 februari 2017  | Mammoth Mountain | Halfpipe  |
| 18 februari 2017 | Pyeongchang      | Halfpipe  |